# Hotel Moskva
Das  Hotel Moskva, der einstige Rosija Palast, ist ein Hotel und ehemaliges Gebäude der Versicherungsgesellschaft Rosija in Belgrad. Es befindet sich an der Ecke Terazije und der Straße Balkanska ulica. Das Gebäude wurde von dem Architekten Jovan Ilkić und einer Gruppe von Architekten aus Sankt Petersburg projektiert. Der Bau des Palastes wurde im Frühling des Jahres 1905 begonnen, am 14. Januar 1908 wurde der Palast feierlich eröffnet. Es war das größte Privatgebäude im Serbischen Königreich. Es stand auf dem Platz Terazije, etwa einhundert Meter vom Königspalast entfernt. Das Bauwerk trug an seinen Wänden die Aufschrift: Rosija Palast.

## Konstruktion

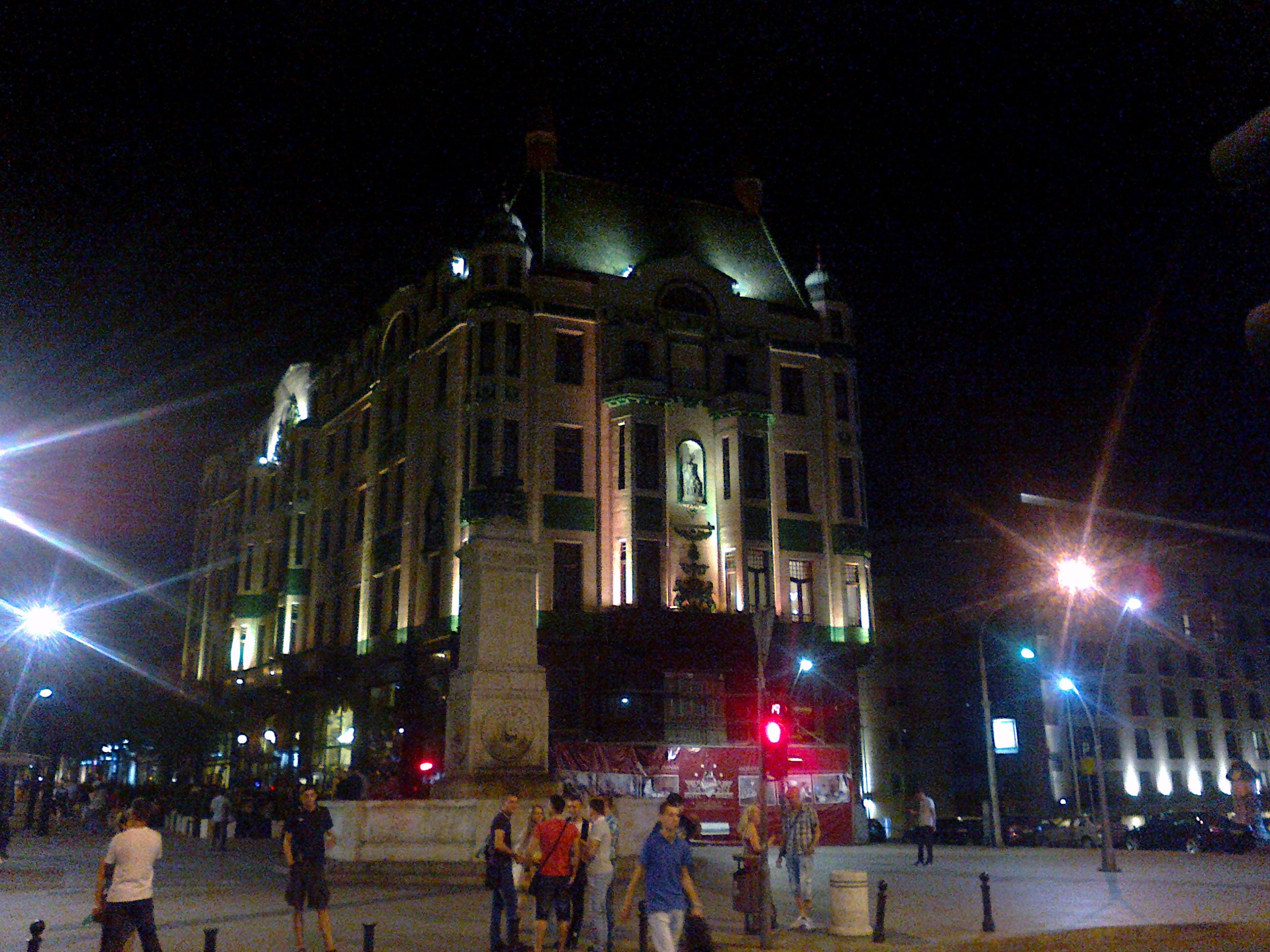
Bild des Hotels Moskva bei Nacht

Der Direktor der Serbischen Schifffahrtsgesellschaft Svetozar Vukadinović, Besitzer der Gastwirtschaft Velika Srbija (Großes Serbien) auf dem Platz Terazije, reiste nach Russland, um eine Versicherungsgesellschaft ausfindig zu machen, die auf seinem Grundbesitz ein prunkvolles Gebäude bauen würde. Der Generaldirektor der Gesellschaft Rosija, Roman Ivanovič Poicl, willigte in die Idee des Vukadinovć ein. Die Ausschreibung für das Gebäude der Versicherungsgesellschaft Rosija wurde im Jahr 1905 bekannt gegeben. Bei dieser Ausschreibung gewann der Architekt aus Zagreb, Viktor Kovačić, den ersten Preis, während Jovan Ilkić den zweiten Preis bekam. Die Direktion der Versicherungsgesellschaft Rosija entschied sich aber trotzdem für das Projekt von Ilkić.
Der Bau des Palastes begann im März 1905. In das Fundament wurden 82 Holzbalken von jeweils fünf Metern Länge und 30 Zentimetern Breite, 30 Waggons Schweißeisen als Stangen mit einer Länge von jeweils neun Metern und zehn Waggons mit hartem Ripanj-Stein eingesetzt. Darüber wurde eine 2,2 Meter dicke Betonplatte aufgesetzt. Der Ziegelsteinbau begann erst im Frühling 1906. Die Arbeiten wurden vom Baumeister Karlo Knoll gemeinsam mit Maurern aus Crna Trava ausgeführt. Der Überwachungsingenieur war der Architekt Jovan Ilkić. Die Armierbetonarbeiten leitete der Architekt Matija Schneider. Die Fläche der Außenwände ist ab dem ersten Stockwerk bis zum Dach mit gelblichen Fliesen belegt und mit grünfarbenen Ornamenten verziert. Die Keramikverkleidung stammt aus Pécs aus der Fabrik Zsolnay, in der auch heute noch die Gussformen aufbewahrt werden, mit deren Hilfe sie gegossen wurde. Das Gebäude ist im Stil der Sezession gebaut worden.
Die Treppe ist aus schwedischem Granit und aus Ripanj-Granit ausgearbeitet. Der Gesamtwert des Gebäudes betrug zwei Millionen goldene Dinar. Das Bauwerk wurde im Jahr 1907 vollkommen fertiggestellt. Für die damalige Zeit war es das größte Hotel in Belgrad mit 50 Betten und Zimmern auf allen drei Stockwerken.
Das Gebäude des Hotels Moskva erreichte ein hohes Maß an stilistischer Emanzipation dieser Zeit und näherte sich den Ansätzen der modernen Architektur. Die Wandbekleidung wurde von den horizontalen Trennungskränzen, der Plastik um die Öffnung herum und den Pilastern befreit. Die Benutzung von Marmor, Keramikfliesen und Fayence für die Fassadenbekleidung kennzeichnete die Annahme der Sezessionsansätze der Benutzung neuer, edler Materiale von längerer Dauer. Der größte Teil der freien Fassadenfläche ist mit grünen Keramikfliesen getäfelt, weshalb das Gebäude zu den seltenen in Belgrad gehört, die eine chromatische Fassade haben. Der Umschwung in der Belgrader Sezession wurde durch das Gebäude der Versicherungsgesellschaft Rosija, Hotel Moskva, gebrandmarkt.

## Eröffnung
Die feierliche Eröffnung wurde in zwei Teilen durchgeführt. Am Tag des Serbischen Neujahres, dem 14. Januar 1908, eröffnete König Petar I. Karadjordjević mit dem Hoforchester den Rosija Palast mit der Gastwirtschaft Moskva. Auch am 17. Januar 1908 fand eine feierliche Eröffnung und Festlichkeit mit einem Konzert der königlichen Garde statt.
Im Palast Rosija befanden sich ein Hotel, ein Wirtshaus, ein Restaurant, Mietwohnungen und die Büros der Belgrader Filiale der Versicherungsgesellschaft Rosija, deren Direktor Svetozar Vukadinović war. Der Bau des Rosija Palastes war eine große wirtschaftliche, aber auch politische, russische Investition im Serbischen Königreich, was nicht dem Wunsch der anderen Großmächte entsprach.
Das Gebäude wurde im April 1941 durch Bombenangriffe ziemlich beschädigt.
Die Renovierung des Hotels wurde 2013 nach fast vierjähriger Arbeit abgeschlossen.